# Эксетерская точка

Эксетерская точка — замечательная точка треугольника, обнаруженная на семинаре по вычислительной математике в Академии Филлипса в Эксетере в 1986 году, вошедшая в Энциклопедию центров треугольника как {\displaystyle X(22)}.
Определяется для треугольника {\displaystyle \triangle ABC} следующим образом: на описанной окружности отмечаются точки пересечения с медианами треугольника ({\displaystyle A'}, {\displaystyle B'} и {\displaystyle C'} для медиан, проведённых через соответствующие вершины), строится треугольник, образованный касательными к описанной окружности в вершинах заданного треугольника ({\displaystyle \triangle DEF}, где {\displaystyle D} — вершина, противоположная стороне, образованной касательной в вершине {\displaystyle A}, {\displaystyle E} — противоположная стороне, образованной касательной в {\displaystyle B}), в результате прямые, проходящие через {\displaystyle DA'}, {\displaystyle EB'} и {\displaystyle FC'} оказываются пересекающимися, и образуют эксетерскую точку. Иными словами, эксетерская точка — точка пересечения 3 прямых, проходящих через 3 пары точек: через вершину тангенциального треугольника и через соответствующую ей точку пересечения медианы с описанной окружностью исходного треугольника.
Находится на прямой Эйлера.
Трилинейные координаты: {\displaystyle (a\cdot (b^{4}+c^{4}-a^{4}),\,b\cdot (c^{4}+a^{4}-b^{4}),\,c\cdot (a^{4}+b^{4}-c^{4}))}.